# Белечану Еманоїл
Белечану Еманоїл (родився невідомо — 1842) — румунський соціаліст-утопіст — походив з боярства.

## Життєпис
Під впливом ідей Франсуа Марі Шарля Фур'є в березні 1835 року в власному маєтку Скеєні (біля міста Плоєшті) він заснував «Сільськогосподарське і Мануфактурне Товариство». Члени товариства (близько 100 осіб — селяни, ремісники, звільнені боярські кріпаки та інші) займалися землеробством і ремеслом; в школі близько 20 осіб вивчали математику, французьку і румунську мови, політичну економіку. Уряд Волощини з допомогою військових сил знищив товариство (5.1 1837 року). Б. і його соратників заарештували і заслали.